# Patricia Rhomberg
Patricia Rhomberg (* 15. September 1953 in Wien) ist eine ehemalige österreichische Pornodarstellerin.
Rhomberg arbeitete als medizinische Assistentin. Sie war zeitweise die Freundin des Regisseurs Hans Billian und spielte in einigen von seinen Filmen.  Bekannt wurde sie als Hauptdarstellerin des ersten Teils des klassischen Pornofilms Josefine Mutzenbacher – Wie sie wirklich war, in dem sie die titelgebende Wiener Edelhure Josefine Mutzenbacher spielte. In den weiteren Teilen spielte sie nicht mehr mit.  

## Filmografie
alle von Hans Billian
- Kurzfilme, gedreht um 1975:
  - Die Bühne
  - Hexy l'amour
  - Im Brummi bumst's sich besser
  - Sanitätsgefreiter Neumann
  - Schwarzer Orgasmus
  - Venus in Seide
  - Wie rettet man eine Ehe?
  - Die Wirtin von der Lahn

- 1975: Im Gasthaus zum scharfen Hirschen (auch: Bienenstich im Liebesnest; Zimmermädchen machen es gerne)
- 1976: Josefine Mutzenbacher – Wie sie wirklich war
- 1977: Kasimir der Kuckuckskleber
- 1979: Heiße Löcher, geile Stecher (nur Kurzauftritt, kein Sex)